# فرودگاه ال پالومار
فرودگاه ال پالومار (به انگلیسی: El Palomar Airport) یک فرودگاه همگانی و نظامی است که یک باند فرود آسفالت دارد و طول باند آن ۲۱۱۰ متر است. این فرودگاه در شهر ال پالومار کشور آرژانتین قرار دارد و در ارتفاع ۱۸ متری از سطح دریا واقع شده است.